# Aylin Aslım
Aylin Aslım, född 14 februari 1976 i Lich i Hessen är en turkisk sångare, låtskrivare och skådespelare.    

## Biografi
Aylin Aslım är född i Lich i Hessen i Tyskland till turkiska föräldrar men flyttade som ung till Turkiet. Hon inledde sin musikaliska bana 1994 med att spela i olika band med olika musikstilar på musikklubbar i Istanbul, mestadels covers. Efter avslutade studier på Samsun Atatürk Anadolu Lisesi 1996 intresserade hon sig för elektronisk musik vilket avspeglas på hennes första album Gelgit från 2000. När hennes andra album Gülyabani släpptes 2005 hade musikstilen gått från det elektroniska soundet till mer renodlad rock. Som skådespelare har Aslım bland annat medverkat i thrillerserien Lögnen.

## Diskografi
- 2000 – Gelgit
- 2005 – Gülyabani
- 2009 – Canını Seven Kaçsın
- 2013 – Zümrüdüanka

## Filmografi
- 2012 – Lögnen (TV-serie)
- 2014 – Şarkı Söyleyen Kadınlar
- 2015 – Adana İşi